# Стефани, Луиза
Луиза Верас Стефани (порт.-браз. Luisa Veras Stefan; род. 9 августа 1997, Сан-Паулу) — бразильская теннисистка, специализирующаяся на выступлениях в парах. Победительница одного турнира Большого шлема в смешанном парном разряде (Открытый чемпионат Австралии-2023) и финалистка одного турнира Большого шлема в миксте (Уимблдон-2025); победительница 11 турниров WTA в парном разряде; бронзовый призёр Олимпийских игр 2020 года и Панамериканских игр 2019 года и чемпионка Панамериканских игр 2023 года в женском парном разряде.

## Биография

### Начало выступлений
Родилась в семье Марселу и Алессандры Стефани; и мать, и отец — специалисты в области управления бизнесом. В 14 лет переехала с семьёй в США. Старший брат Луизы, Артур, во время учёбы в университете играл в теннис в I дивизионе NCAA, а в дальнейшем стал тренером. Сама Луиза начала играть в теннис в 10 лет и с 2013 года принимала участие в турнирах ITF в Бразилии. В начале августа 2013 года, незадолго до 16-летия, впервые в карьере пробилась в финал такого турнира в Сан-Паулу в парном разряде.
В юношеском рейтинге ITF поднималась до 10-го места. Окончив среднюю школу со спортивным уклоном Сэдлбрук в Уэсли-Чепел (Флорида), поступила в Университет Пеппердайна на отделение рекламы. В годы учёбы выступала за теннисную сборную университета; в 2015 году, во второй год учёбы, одержала за сезон 40 побед при 6 поражениях, дошла до полуфинала чемпионата NCAA в одиночном разряде ибыла названа новичком года Межвузовской теннисной ассоциации (ITA). В рейтинге ITA поднималась до 2-го места. Также в 2015 году дебютировала в основной сетке турнира WTA во Флорианополисе (Бразилия), получив уайлд-кард, но проиграла в первом же круге. В 2016 году завоевала первый титул в турнире ITF в парном разряде. На следующий год побеждала в турнирах ITF уже 7 раз (все — в парах) и дебютировала в составе сборной Бразилии в Кубке Федерации, выиграв обе своих встречи в I Американской группе в парном и одиночном разрядах.

### 2019—2021
До 2019 года совмещала выступления в турнирах ITF в одиночном и парном разрядах. В интервью сайту WTA теннисистка рассказала, что к решению сосредоточиться на парной игре её подтолкнуло приглашение Гильяны Ольмос сыграть с ней в паре в турнире WTA в Монтеррее. Затем она впервые приняла участие в Открытом чемпионате Франции и с тех пор играла в основном в парах. В том же году победила со сборной Бразилии в I Американской группе Кубка Федерации и получила право на участие в плей-офф II Мировой группы. Там бразильянки уступили команде Словакии со счётом 3:1, единственное очко команде принесла Стефани в паре с Каролиной Мелигени Алвис. Это была её 8-я победа подряд в составе сборной с 2017 года. 2019 год был также ознаменован для Стефани третьим местом в женском парном разряде на Панамериканских играх в Лиме, где её партнёршей тоже была Мелигени. В конце года Стефани в паре с американкой Хейли Картер сыграла в первых за карьеру финалах турниров WTA, завоевав титул в турнире базовой категории в Ташкенте. Кроме того, она первенствовала в турнире WTA 125 в Хьюстоне в паре с австралийкой Эллен Перес. Это позволило бразильской спортсменке закончить сезон в числе 100 лучших теннисисток мира в парном разряде.
В Открытом чемпионате Австралии 2020 года в паре с Картер выиграла первый матч за карьеру в турнирах Большого шлема. В августе, сразу после перерыва в соревнованиях из-за пандемии COVID-19, бразильско-американская пара завоевала свой второй титул в турнирах WTA, а затем дошла до четвертьфинала на Открытом чемпионате США после победы над 6-й парой турнира Сюко Аояма—Эна Сибахара. До конца сезона Стефани ещё дважды играла в финалах — по одному разу с Паркер и канадкой Габриэлой Дабровски.
За первые месяцы 2021 года Картер и Стефани ещё трижды играли в финалах турниров WTA, в том числе в турнире WTA 1000 в Майами, где в финале уступили Аояме и Сибахаре. После этого успеха Стефани впервые вошла в Top-30 парного рейтинга WTA.
На Олимпийских играх в Токио Стефани, на тот момент 23-я в рейтинге, попала в сетку женского парного турнира одной из последних. Её партнёршей стала Лаура Пигосси, занимавшая в рейтинге только 190-е место. Несмотря на это, бразильянки победили 7-ю и 4-ю сеяные пары (соответственно Дабровски-Фичмен и Маттек-Сандс/Пегула), а затем завоевали бронзовые медали, в матче за 3-е место отыграв 4 матчбола у финалисток Уимблдона россиянок Елены Весниной и Вероники Кудерметовой. Эта бронза стала первой олимпийской медалью в истории бразильского тенниса.
В связи с тем, что в ходе Уимблдонского турнира получила травму Картер, Стефани объявила, что остаток сезона проведёт в паре с Дабровски, с которой уже один раз играла в финале. В первых же двух турнирах после Олимпиады бразильско-канадская пара ещё дважды побывала в финалах турниров — сначала в турнире WTA 500 в Сан-Хосе, а затем в Открытом чемпионате Канады, относящемся к категории WTA 1000. Оба раза их соперницами в финале были Дарья Юрак и Андрея Клепач. В первом случае победа осталась за европейской парой, но в более престижном турнире Дабровски и Стефани завоевали титул — самый высокий с начала карьеры бразильянки. После финала в Монреале Стефани вошла в число 20 сильнейших теннисисток мира в парном разряде (19-е место — самое высокое для представительниц Бразилии с момента начала вычисления рейтинга в 1975 году). Через неделю после этой победы канадско-бразильская пара вышла в третий подряд финал — в турнире WTA 1000 в Цинциннати. На Открытом чемпионате США Стефани была посеяна с Дабровски под 5-м номером и дошла до полуфинала, но в матче с Кори Гауфф и Кэти Макнейли при счёте 2:0 в тай-брейке первого сета получила тяжёлую травму и покинула корт в инвалидном кресле, будучи не в состоянии идти самостоятельно. Хотя после этого Стефани не играла до конца сезона, она к ноябрю поднялась в парном рейтинге до 9-го места и закончила год в десятке сильнейших. В конце сезона Стефани и Дабровски были удостоены специального приза WTA за лучший розыгрыш мяча года — таким образом было отмечено одно из очков, выигранных ими в полуфинальном матче против Кветы Пешке и Эллен Перес в Сан-Хосе.

### 2022—2024
Восстановление заняло чуть больше года, и Стефани возобновила выступления на турнире в Ченнаи в сентябре 2022 года. Дабровски приостановила выступления со своей новой партнёршей Гильяной Ольмос, чтобы сыграть с бразильянкой в её первом турнире после возвращения. Возобновление сотрудничества принесло им очередной титул.
После этого до конца сезона Стефани успела выиграть ещё два соревнования — премьер-турнир в Гвадалахаре с австралийкой Сторм Сандерс и турнир WTA 125 в Монтевидео с соотечественницей Ингрид Мартинс, а 2023 год начала с ещё двух побед в турнирах основного тура WTA, сначала в Аделаиде, а затем в Абу-Даби, с ещё двумя разными партнёршами. Кроме того, она стала обладательницей титула и на Открытом чемпионате Австралии, где первенствовала в миксте с ещё одним бразильцем Рафаэлом Матосом. Стефани и Матос стали первой бразильской парой в истории, выигравшей турнир Большого шлема.
Во второй половине сезона бразильянка завоевала третий титул WTA за год на Открытом чемпионате Германии — грунтовом турнире категории WTA 500, где с ней снова играла новая партнёрша — француженка Каролин Гарсия. С этой же партнёршей Стефани дошла до четвертьфинала на Уимблдоне, а на Открытом чемпионате США во второй раз за карьеру стала полуфиналисткой с помощью хозяйки корта Дженнифер Брэди. Они были единственной несеяной парой в полуфинале. В конце сезона Стефани снова успешно выступила в паре с Мартинс, добравшись до полуфинала премьер-турнира в Пекине после побед над ведущими парами мира Гауфф/Пегула и Звонарёва/Зигемунд. На Панамериканских играх в Чили в конце октября она завоевала золотую (в паре с Пигосси) и серебряную (в миксте с Марсело Демолинером) медали.
В начале 2024 года Стефани и Матос, защищавшие чемпионский титул на Открытом чемпионате Австралии, проиграли уже в первом раунде соревнований в миксте. В женских парах бразильянка, посеянная под 9-м номером в паре с Деми Схюрс, вышла в четвертьфинал, где их остановили будущие чемпионки Се Шувэй и Элизе Мертенс. В следующем месяце бразильско-нидерландская пара, посеянная пятой, выиграла турнир высшей категории в Катаре, взяв реванш у Се и Мертенс в четвертьфинале. На протяжении оставшейся части сезона Стефани в основном выступала без значительных успехов, в том числе не сумев повторить на Олимпиаде в Париже успех четырёхлетней давности — в паре с Беатрис Хаддад Майя она проиграла уже во втором круге. Лишь на Открытом чемпионате США сеяные восьмыми Схюрс и Стефани снова пробились в четвертьфинал, где проиграли Катерине Синяковой и Тейлор Таунсенд.

## Итоговое место в рейтинге WTA по годам
| Год  | Одиночный рейтинг | Парный рейтинг |
| 2024 |                   | 28             |
| 2023 |                   | 18             |
| 2022 |                   | 55             |
| 2021 | 864               | 10             |
| 2020 | 727               | 33             |
| 2019 | 540               | 75             |
| 2018 | 753               | 215            |
| 2017 | 567               | 217            |
| 2016 | 692               | 322            |
| 2015 | 1060              | 1136           |
| 2013 | 1053              | 845            |

## Выступления на турнирах

### Матчи за бронзовую медаль Олимпийских турниров (1)

#### Победа (1)
| Год  | Турнир        | Покрытие | Партнёрша     | Соперницы                          | Счёт           |
| ---- | ------------- | -------- | ------------- | ---------------------------------- | -------------- |
| 2021 | Токио, Япония | Хард     | Лаура Пигосси | Елена Веснина Вероника Кудерметова | 4-6 6-4 [11-9] |

### Финалы турнировWTAв парном разряде (19)

#### Победы (11)
| Легенда:                                       |
| ---------------------------------------------- |
| Турниры Большого шлема (0+0+1)*                |
| Олимпиада (0)                                  |
| Итоговый турнир WTA (0)                        |
| WTA Premier Mandatory / WTA 1000 Mandatory (0) |
| WTA Premier 5 / WTA 1000 (0+3)                 |
| WTA Premier / WTA 500 (0+5)                    |
| WTA международный / WTA 250 (0+3)              |

| Титулы по покрытиям | Титулы по месту проведения матчей турнира |
| ------------------- | ----------------------------------------- |
| Хард (0+9+1)*       | Зал (0+1)                                 |
| Грунт (0+1)         | Зал (0+1)                                 |
| Трава (0+1)         | Открытый воздух (0+10+1)                  |
| Ковёр (0)           | Открытый воздух (0+10+1)                  |

* количество побед в одиночном разряде + количество побед в парном разряде + количество побед в миксте.
| №   | Дата             | Турнир                   | Покрытие   | Партнёрша          | Соперницы в финале                    | Счёт                 |
| 1.  | 28 сентября 2019 | Ташкент, Узбекистан      | Хард       | Хейли Картер       | Сабрина Сантамария Далила Якупович    | 6-3 7-6(4)           |
| 2.  | 16 августа 2020  | Лексингтон, США          | Хард       | Хейли Картер       | Мария Боузкова Джил Тайхман           | 6-1 7-5              |
| 3.  | 15 августа 2021  | Монреаль, Канада         | Хард       | Габриэла Дабровски | Андрея Клепач Дарья Юрак              | 6-3 6-4              |
| 4.  | 18 сентября 2022 | Ченнаи, Индия            | Хард       | Габриэла Дабровски | Анна Блинкова Натела Дзаламидзе       | 6-1 6-2              |
| 5.  | 23 октября 2022  | Гвадалахара, Мексика     | Хард       | Сторм Сандерс      | Анна Данилина Беатрис Хаддад Майя     | 7-6(4) 6-7(2) [10-8] |
| 6.  | 13 января 2023   | Аделаида (II), Австралия | Хард       | Тейлор Таунсенд    | Анастасия Павлюченкова Елена Рыбакина | 7-5 7-6(3)           |
| 7.  | 12 февраля 2023  | Абу-Даби, ОАЭ            | Хард       | Чжан Шуай          | Сюко Аояма Чжань Хаоцин               | 3-6 6-2 [10-8]       |
| 8.  | 25 июня 2023     | Берлин, Германия         | Трава      | Каролин Гарсия     | Маркета Вондроушова Катерина Синякова | 4-6 7-6(8) [10-4]    |
| 9.  | 17 февраля 2024  | Доха, Катар              | Хард       | Деми Схюрс         | Кэролайн Доулхайд Дезире Кравчик      | 6-4 6-2              |
| 10. | 2 февраля 2025   | Линц, Австрия            | Хард (зал) | Тимея Бабош        | Людмила Киченок Надежда Киченок       | 3-6 7-5 [10-4]       |
| 11. | 24 мая 2025      | Страсбург, Франция       | Грунт      | Тимея Бабош        | Го Ханьюй Николь Мелихар-Мартинес     | 6-3 6-7(4) [10-7]    |

#### Поражения (8)
| №  | Дата             | Турнир              | Покрытие   | Партнёрша          | Соперницы в финале              | Счёт              |
| 1. | 22 сентября 2019 | Сеул, Южная Корея   | Хард       | Хейли Картер       | Лара Арруабаррена Татьяна Мария | 6-7(7) 6-3 [7-10] |
| 2. | 26 сентября 2020 | Страсбург, Франция  | Грунт      | Хейли Картер       | Николь Мелихар Деми Схюрс       | 4-6 3-6           |
| 3. | 25 октября 2020  | Острава, Чехия      | Хард (зал) | Габриэла Дабровски | Элизе Мертенс Арина Соболенко   | 1-6 3-6           |
| 4. | 10 января 2021   | Абу-Даби, ОАЭ       | Хард       | Хейли Картер       | Сюко Аояма Эна Сибахара         | 6-7(5) 4-6        |
| 5. | 27 февраля 2021  | Аделаида, Австралия | Хард       | Хейли Картер       | Алекса Гуарачи Дезире Кравчик   | 7-6(4) 4-6 [3-10] |
| 6. | 3 апреля 2021    | Майами, США         | Хард       | Хейли Картер       | Сюко Аояма Эна Сибахара         | 2-6 5-7           |
| 7. | 8 августа 2021   | Сан-Хосе, США       | Хард       | Габриэла Дабровски | Андрея Клепач Дарья Юрак        | 1-6 5-7           |
| 8. | 21 августа 2021  | Цинциннати, США     | Хард       | Габриэла Дабровски | Саманта Стосур Чжан Шуай        | 5-7 3-6           |

### Финалы турнировWTA 125иITFв парном разряде (26)

#### Победы (18)
| Легенда:                    |
| --------------------------- |
| WTA 125 (0+3)*              |
| 100.000 USD (0+1)           |
| 80.000 (75.000)** USD (0)   |
| 60.000 (50.000)** USD (0+3) |
| 25.000 USD (0+8)            |
| 15.000 (10.000)** USD (0+3) |

** призовой фонд до 2017 года
| Титулы по покрытиям | Титулы по месту проведения матчей турнира |
| ------------------- | ----------------------------------------- |
| Хард (0+7)*         | Зал (0)                                   |
| Грунт (0+10)        | Зал (0)                                   |
| Трава (0+1)         | Открытый воздух (0+18)                    |
| Ковёр (0)           | Открытый воздух (0+18)                    |

* количество побед в одиночном разряде + количество побед в парном разряде.
| №   | Дата             | Турнир                         | Покрытие | Партнёрша                | Соперницы в финале                                | Счёт                 |
| 1.  | 18 сентября 2016 | Атланта, США                   | Хард     | Ингрид Нил               | Александра Стивенсон Тейлор Таунсенд              | 4-6 6-4 [10-5]       |
| 2.  | 25 июня 2017     | Батон-Руж, США                 | Хард     | Эллен Перес              | Франческа ди Лоренцо Джулия Эльбаба               | 6-3 6-4              |
| 3.  | 16 июля 2017     | Кнокке-Хейст, Бельгия          | Грунт    | Куинн Глисон             | Леони Кюнг Аксана Марен                           | 6-4 7-5              |
| 4.  | 23 июля 2017     | Брюссель, Бельгия              | Грунт    | Куинн Глисон             | Дебора Керфс Приссилла Эз                         | 6-3 6-2              |
| 5.  | 6 августа 2017   | Эль-Эспинар, Испания           | Хард     | Куинн Глисон             | Айла Аксу Бибиана Схофс                           | 6-3 6-2              |
| 6.  | 15 октября 2017  | Севилья, Испания               | Грунт    | Рената Сарасуа           | Андреа Гамис Эстрелла Кабеса Кандела              | 7-6(2) 7-6(3)        |
| 7.  | 4 ноября 2017    | Сан-Кугат-дель-Вальес, Испания | Грунт    | Рената Сарасуа           | Ольга Данилович Гиомар Маристани Сулета де Реалес | 6-1 6-4              |
| 8.  | 2 декабря 2017   | Кастельон-де-ла-Плана, Испания | Грунт    | Ивонн Кавалье Реймерс    | Ван Сиюй Жэн Цзяци                                | 6-3 6-1              |
| 9.  | 17 июня 2018     | Самтер, США                    | Хард     | Астра Шарма              | Сюй Шилинь Джулия Эльбаба                         | 2-6 6-3 [10-5]       |
| 10. | 10 ноября 2018   | Колина, Чили                   | Грунт    | Куинн Глисон             | Барбара Гатика Ребека Перейра                     | 6-0 4-6 [10-7]       |
| 11. | 20 января 2019   | Пти-Бур, Франция               | Хард     | Куинн Глисон             | Владица Бабич Розали ван дер Хук                  | 7-5 6-4              |
| 12. | 17 марта 2019    | Сан-Паулу, Бразилия            | Грунт    | Паула Кристина Гонсалвес | Мартина ди Джузеппе Тайса Грана Педретти          | 6-7(4) 6-0 [10-8]    |
| 13. | 24 марта 2019    | Куритиба, Бразилия             | Грунт    | Паула Кристина Гонсалвес | Екатерина Горгодзе Даниэла Сегель                 | 6-7(3) 7-6(0) [10-2] |
| 14. | 23 июня 2019     | Илкли, Великобритания          | Трава    | Беатрис Хаддад Майя      | Эллен Перес Арина Родионова                       | 6-4 6-7(5) [10-4]    |
| 15. | 10 ноября 2019   | Колина, Чили                   | Грунт    | Хейли Картер             | Анна Данилина Конни Перрен                        | 5-7 6-3 [10-6]       |
| 16. | 17 ноября 2019   | Хьюстон, США                   | Хард     | Эллен Перес              | Эна Сибахара Шэрон Фичмен                         | 1-6 6-4 [10-5]       |
| 17. | 2 февраля 2020   | Ньюпорт-Бич, США               | Хард     | Хейли Картер             | Мари Бенуа Жессика Понше                          | 6-1 6-3              |
| 18. | 27 ноября 2022   | Монтевидео, Уругвай            | Грунт    | Ингрид Гамарра Мартинс   | Куинн Глисон Эликсан Лешемия                      | 7-5 6-7(6) [10-6]    |

#### Поражения (8)
| №  | Дата             | Турнир                     | Покрытие | Партнёрша            | Соперницы в финале                   | Счёт              |
| 1. | 4 августа 2013   | Сан-Паулу, Бразилия        | Грунт    | Наталья Росси        | Лаура Пигосси Каролина Себальос      | 3-6 4-6           |
| 2. | 31 июля 2016     | Кампус-ду-Жордау, Бразилия | Хард     | Мария Фернанда Алвес | Ингрид Гамарра Мартинс Лаура Пигосси | 3-6 6-3 [8-10]    |
| 3. | 18 июня 2017     | Самтер, США                | Хард     | Эллен Перес          | Кейтлин Кристиан Гильяна Ольмос      | 2-6 6-3 [7-10]    |
| 4. | 2 июля 2017      | Оберн, США                 | Хард     | Эллен Перес          | Эмина Бектас Алекса Гуарачи          | 6-4 4-6 [5-10]    |
| 5. | 30 сентября 2018 | Темплтон, США              | Хард     | Куинн Глисон         | Эйжа Мухаммад Мария Санчес           | 7-6(4) 2-6 [8-10] |
| 6. | 7 октября 2018   | Стоктон, США               | Хард     | Куинн Глисон         | Хейли Картер Эна Сибахара            | 5-7 7-5 [7-10]    |
| 7. | 12 мая 2019      | Кань-сюр-Мер, Франция      | Грунт    | Беатрис Хаддад Майя  | Анна Блинкова Ксения Кнолль          | 6-4 2-6 [12-14]   |
| 8. | 9 мая 2021       | Сен-Мало, Франция          | Грунт    | Хейли Картер         | Кейтлин Кристиан Сабрина Сантамария  | 6-7(4) 6-4 [5-10] |

### Финалы турниров Большого шлема в смешанном парном разряде (2)

#### Победа (1)
| №  | Год  | Турнир                       | Покрытие | Партнёр      | Соперники в финале       | Счёт       |
| 1. | 2023 | Открытый чемпионат Австралии | Хард     | Рафаэл Матос | Рохан Бопанна Саня Мирза | 7-6(2) 6-2 |

#### Поражение (1)
| №  | Год  | Турнир              | Покрытие | Партнёр      | Соперники в финале           | Счёт          |
| 1. | 2025 | Уимблдонский турнир | Трава    | Джо Солсбери | Катерина Синякова Сем Вербек | 6-7(3) 6-7(3) |